# Мене звати Білл В.
«Мене звати Білл В.» (англ. My Name Is Bill W.) — американський телевізійний фільм-драма 1989 року.

## Сюжет
Сюжет ґрунтується на реальний подіях. Після біржового краху 1929 року життя і кар'єра біржового брокера Білла Вілсона починає руйнуватися. Поступово він потрапляє у залежність від алкоголю. Разом зі своїм товаришем по чарці, Бобом Смітом, вони вирішують створити групу взаємодопомоги, яка згодом стає відомою під назвою «Анонімні Алкоголіки».

## У ролях
| Актор          | Роль                                    |
| -------------- | --------------------------------------- |
| Джеймс Вудс    | Білл Вілсон                             |
| ДжоБет Вільямс | Лоїс «Ло» Вілсон                        |
| Джеймс Гарнер  | доктор Роберт «Доктор Боб» Голбрук Сміт |
| Гері Сініз     | Еббі, найкращий друг Білла              |
| Джордж Коу     | Френк Шоу із Rice & Co.                 |
| Роберт Гарпер  | доктор Джеремі Партлін                  |
| Рей Рейнхарт   | доктор Сілкворт                         |
| Фріц Вівер     | доктор Бернхем, батько Лоїс             |
| Рік Ворнер     | Білл Дотсон, п'яна у лікарні            |
| Джо Інскоу     | Фред                                    |
| Сьюзен Дачоу   | Адель Джентрі                           |
| Річ Валльер    | Чарлі                                   |
| Марк Джой      | Гай Колб, бос Лоїс                      |
| Вільям Ейлворд | контролер                               |
| Річард Тревіс  | StockQuoter                             |